# Redwanki
Redwanki (kaszb. Redwank, niem. Rettfang) – kolonia w Polsce położona w województwie pomorskim, w powiecie słupskim, w gminie Ustka. 
Osada wchodzi w skład sołectwa Machowinko.
W latach 1975–1998 miejscowość administracyjnie należała do województwa słupskiego.

## Nazwa
Wzmiankowana po raz pierwszy w 1863, nazwa ma genezę słowiańską i charakter rodowy. Wywodzi się od spieszczonej nazwy osobowej Redwanek. Nazwa niemiecka jest adaptacją fonetyczną nazwy słowiańskiej.
Rada Języka Kaszubskiego proponuje kaszubską formę nazwy Redwanczi.